# 法國體育
法國是世界體育強國，其中又以足球在法國最受歡迎。法國是世界足球強國，法國國家足球隊是1998年世界杯足球賽的冠軍得主，也是這一屆世界杯的主辦國，在2018年世界杯再次夺冠。法國還在1984年和2000年獲得歐洲足球錦標賽的冠軍。法國足球甲級聯賽是世界最高級別的足球聯賽之一。法國籃球也有很強實力，許多著名NBA球員都是法國人，如托尼·帕克。法國國家籃球隊在奧運會和籃球世界杯也有亮眼成績。法國自行車體育歷史起源於19世紀中期，是自行車運動的發祥地。環法自行車賽是世界最著名的自行車賽事。法國的賽車運動同樣值得一提，勒曼24小時拉力賽就是在法國舉辦的。橄欖球在法國十分受歡迎。法國是六國賽的參賽國之一，在法國南部橄欖球有不遜於足球的人氣。

## 延伸閱讀
- Holt, R. "Women, men and sport in France, c. 1870–1914: An introductory survey," Journal of Sport History (1991)
- Krasnoff, Lindsay Sarah. The Making of "Les Bleus": Sport in France, 1958-2010 (Lexington Books; 2012) 214 pages; examines the politics of the French state's efforts to create elite athletes in football and basketball at the youth level.
- Weber, Eugen. "Gymnastics and sport in fin de siècle France", American Historical Review 76 (1971)